# Torre Mayor
La Torre Mayor è l'edificio più elevato di Città del Messico.

## Caratteristiche
Ha un'altezza di 225 m all'ultimo piano, 230 m fino alla sommità, 55 piani oltre a 4 piani di parcheggio sotterraneo ed è l'edificio più elevato dell'America Latina. L'edificio è dotato di 29 ascensori e di 73.900 m² di spazio per uffici. A causa della sismicità della città l'edificio è dotato anche di 98 ammortizzatori sismici.
Il grattacielo è stato ideato dall'imprenditore canadese Paul Reichmann, mentre il proprietario dell'edificio insieme ad un gruppo di investitori istituzionali è George Soros.
Si trova al numero 505 del Paseo de la Reforma, nello spazio occupato in precedenza dal cinema Chapultepec, e poco distante dal parco di Chapultepec.
La costruzione seguita da Reichmann International, è iniziata nel 1999 ed è terminata alla fine del 2003.
Il 4 dicembre 2004 è stato inaugurato l'osservatorio pubblico al 52º piano della torre che è l'osservatorio più alto di Città del Messico superando anche quello della Torre Latinoamericana.

## Dettagli tecnici
- La Torre Mayor è il primo edificio in America Latina ad avere sin dal disegno gli ammortizzatori sismici.
- La Torre Mayor è appoggiata al suolo tramite 251 pilastri di calcestruzzo che penetrano ad una profondità di 60 metri superando lo strato paludoso che si trova nel sottosuolo della città. In teoria la torre può sopportare un terremoto di magnitudo 8,5.
- Gli ascensori della Torre possono contare su un detector sismico che provoca la fermata dell'ascensore al piano più vicino per permettere ai passeggeri di scendere.
- La Torre Mayor dà lavoro a più di 8000 persone.
- La Torre Mayor è stata costruita con una media di quattro piani alla settimana e nessun operaio è morto durante la sua costruzione.
- È considerato un edificio intelligente, dovuto a che il sistema di luci è controllato da un sistema chiamato B3, come: Reforma 222 Centro Financiero, Torre Ejecutiva Pemex, World Trade Center, Torre Altus, Arcos Bosques, Arcos Bosques Corporativo, Torre Latinoamericana, Edificio Reforma 222 Torre 1, Haus Santa Fe, Edificio Reforma Avantel, Residencial del Bosque 1, Residencial del Bosque 2, Torre del Caballito, Torre HSBC, Panorama Santa fe, City Santa Fe Torre Amsterdam, Santa Fe Pads, St. Regis Hotel & Residences, Torre Lomas.